# Koninklijke Metaalunie

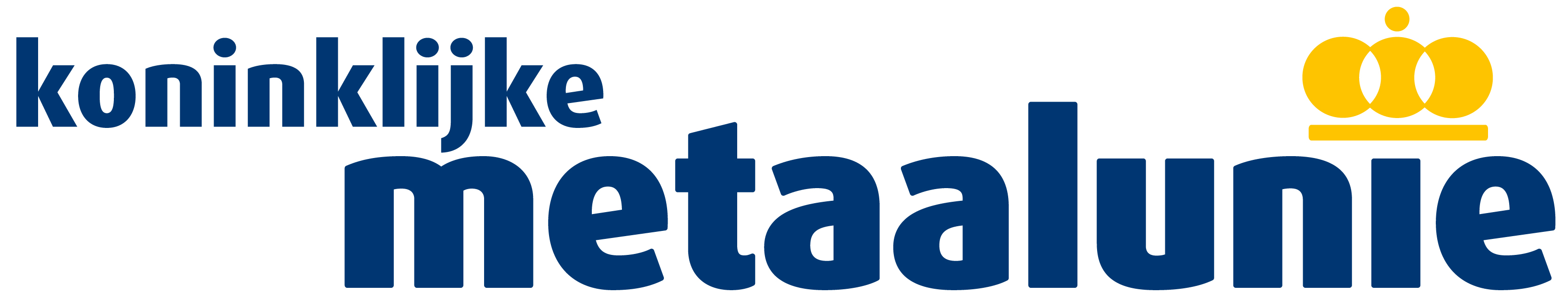
Logo Koninklijke Metaalunie

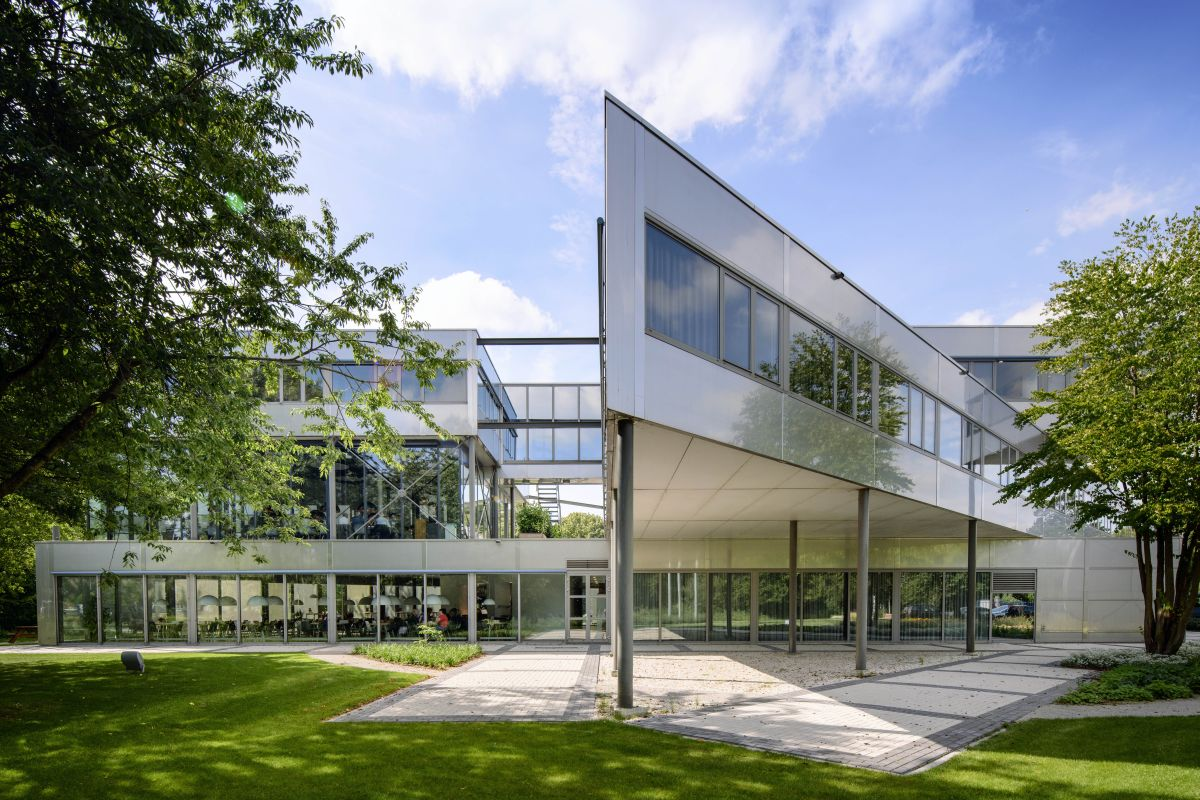
Kantoor in Nieuwegein

Koninklijke Metaalunie is de grootste Nederlandse ondernemersorganisatie voor het midden- en kleinbedrijf in de maakindustrie. Hierbij waren in 2020 zo'n 14.000 ondernemers aangesloten met zo'n 170.000 werknemers en 30 miljard euro omzet.
Koninklijke Metaalunie is in 1903 ontstaan. Dat jaar was op 8 december 1903 bij Koninklijk Besluit de directe voorganger opgericht, de Bond van Smidspatronen Nederland (BSPN). In 1963 werd het zestigjarig bestaan gevierd met een groot congres met Prins Bernard als eregast. In die tijd had Metaalunie vierduizend leden.
De huidige voorzitter is Godfried (Fried) Kaanen.

## Voorzitters
- 2014 - heden: Godfried (Fried) Kaanen.
- 2007 - 2014: Michaël van Straalen. In het laatste jaar was hij tevens voorzitter van het MKB Nederland.[6]
- 1998 - 2006: H.C.W. Verhoeven-van Lierop
- 1989 - 1998: Th.J.M. Evers
- 1980 - 1989: Drs.J. Schrok
- 1978 - 1983: F. van Beurden
- 1974 - 1980: H.A.P. van Goch
- 1947 - 1974: M. van der Voet